# Tavistock Square

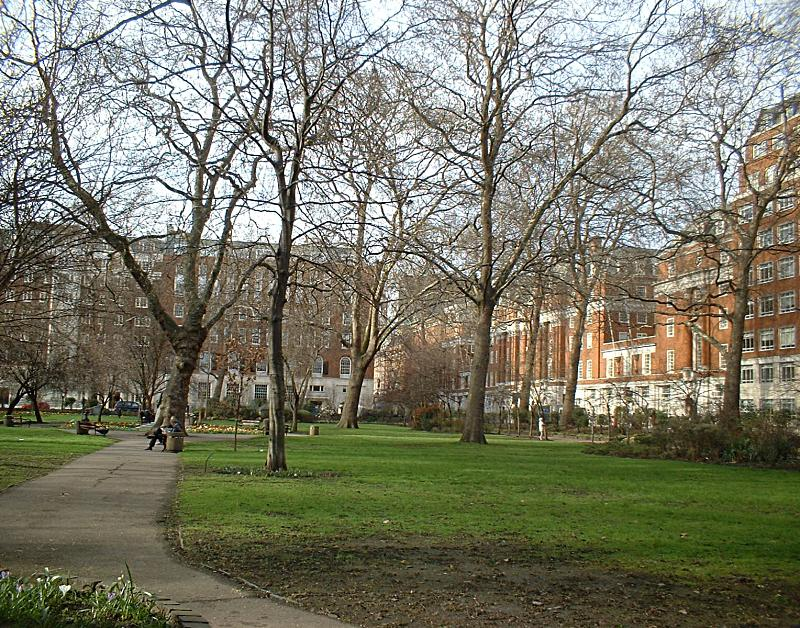
Tavistock Square.

Tavistock Square es una plaza con jardín público en Bloomsbury, Londres. Se planificó en la segunda década del siglo XIX por el constructor Thomas Cubitt. El elemento central del parque es la estatua de Mahatma Gandhi que se instaló allí en 1968. Encontramos también un memorial a los objetantes de conciencia (inaugurado en 1995) junto con un gran cerezo plantado en 1967 en homenaje a las víctimas de Hiroshima.
La plaza es parte de una finca propiedad de los Duques de Bedford y toma su nombre del título de cortesía dado a los hijos mayores de los Duques de Bedford, Marqués de Tavistock.
Alrededor del parque se sitúan numerosos hoteles. Es también la sede de la British Medical Association (BMA), la asociación profesional de doctores del Reino Unido, así como de Universities UK, la conferencia de rectores de universidad. Hay una placa azul en el edificio de la BMA conmemorando que Charles Dickens vivió una vez en una casa del lugar.
El 7 de julio de 2005, como parte del ataque coordinado en Londres, una bomba explotó en un autobús de dos pisos en las cercanías de la plaza, registrándose trece víctimas mortales.